# هات‌داگ جزیره کانی
هات‌داگ جزیره کانی یا هات‌داگ کانی نوعی هات‌داگ گوشت گاو است که بر رویش چیلی کان کارنه تمام گوشت بدون لوبیا، پیاز حلقه حلقه شده یا نگینی و یک یا دو خط از سس خردل زرد ریخته می‌شود. این غذا در جکسون، فلینت، دیترویت، جنوب‌شرقی میشیگان و فورت وین، ایندیانا یافت می‌شود.